# 北卡羅萊納號戰艦 (BB-55)
34°14′11.21″N 77°57′15.27″W / 34.2364472°N 77.9542417°W
北卡羅萊納號戰艦（舷號BB-55），簡稱北卡，是一艘隸屬於美國海軍的戰艦，為北卡羅萊納級的旗艦。它是美軍第四艘以北卡羅萊納州為名的軍艦，是美國海軍的第一批高速戰艦。

## 建造

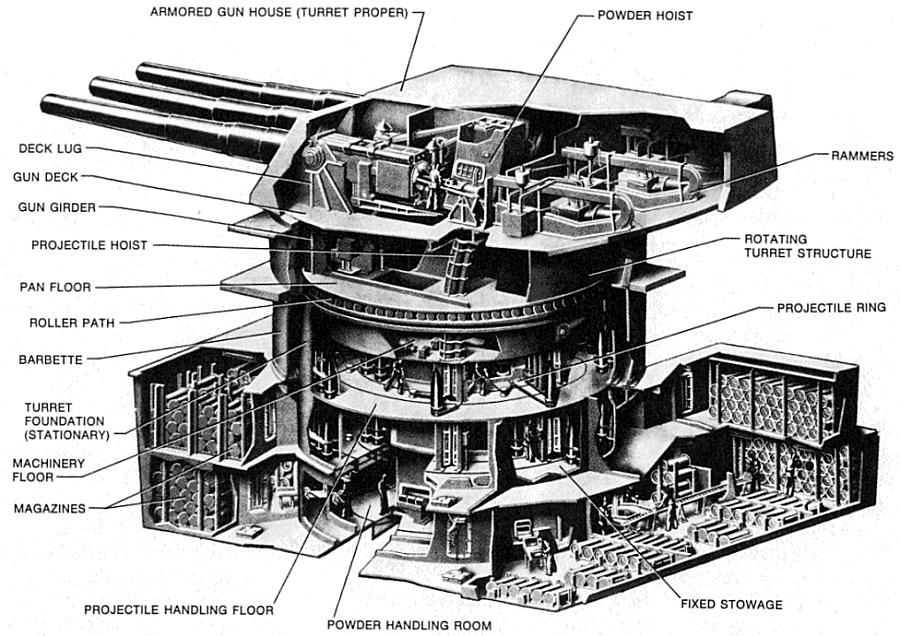
406mm主炮

北卡於1937年10月開始動工，因為是在1936年的华盛顿海军条约要求下建造，儘管美國在第二次伦敦海军条约中增加一個條款，將主砲的配置從最初的12門14 英寸（356 毫米）更動成9門16 英寸（406 毫米），但它的重量仍然受到限制，所以它的噸位只有35000噸 。最後於1941年4月完工，此時美國仍然是保持中立的狀態。
1942年末，軍備限制條約到期，剛好這時北卡因為受傷而回到珍珠港，於是它在維修同時接受兩個月的改裝，每座主炮分別獲得1套火控雷達MK3，同時給與副炮系統4套MK4雷達，並安裝CXAM空中搜索雷達，還有「SG」水面搜索雷達。由於再也沒有條約壓縮火力配置，因此它的防空系統得到相當程度的提升，像是4座4聯裝「芝加哥鋼琴」變成10座4聯裝波佛斯40公釐高射砲、18挺0.5英寸（12.7毫米）白朗寧機槍換成23門雙聯裝厄利孔20毫米机炮。
1943年6月，前往拉包爾前，它又進行一次改裝，增加4座4聯裝波佛斯40公釐高射砲砲台，以及在11月參加吉爾伯特及馬紹爾群島戰事之前，又在後部主炮塔頂部增加一座。
1944年初它又經歷一輪改裝， 這次它獲得各種雷達的升級。像是空偵的部分，配置SK 雷達替代舊有的CXAM雷達；水偵的部分，架設第二個SG雷達；火控的部分，全數更改成更加強力的MK8雷達(但有保留一個MK3備用)。同年9月的改裝，原本SK雷達被替換成第二代(SK-2)，並且副砲火控雷達全面升級成MK12及MK22版本。同年年底，兩門厄利孔机炮被架設，在硫磺岛战役後，又安裝8門上去。
隨著1945年8月戰役結束，艦上厄利孔机炮的配置被縮減成8座2聯裝與20門單裝，並且它配置次階的空偵以及SCR-720搜索雷達，這也暗示著北卡即將退役。

## 服役

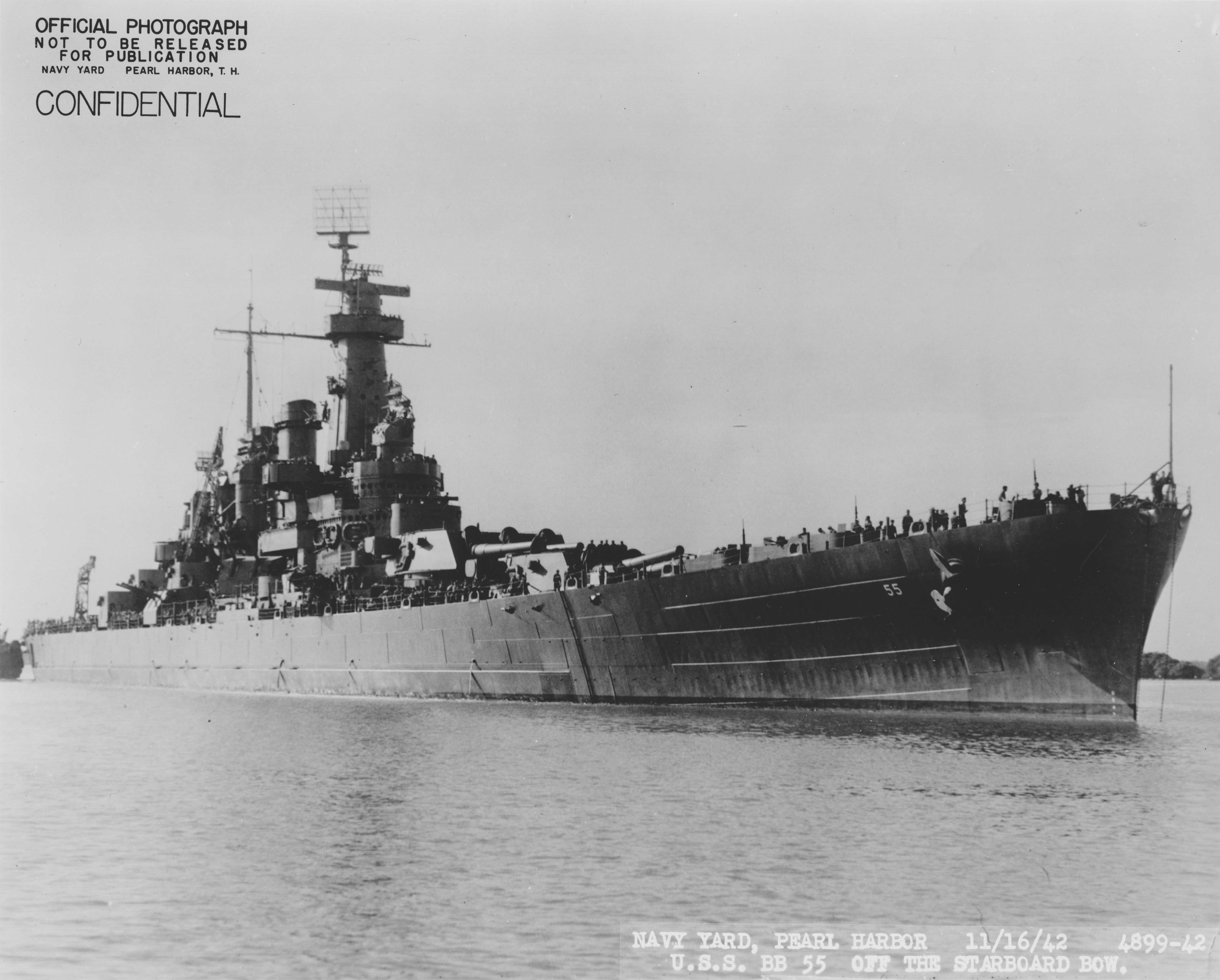
負傷回到珍珠港的北卡

1937年10月27日，北卡的龙骨在布魯克林造船廠安置，1940年6月13日下水，並於1941年4月9日服役，活動當天北卡罗来纳州州长J·梅尔维尔·布劳顿 有出席。它的首任艦長是奥拉夫·M·赫斯特维特。在美國保持中立的這段時間，北卡常在加勒比海一帶試航。 隨著珍珠港事件的爆發，它也增加了進行許多額外的訓練，以準備投入戰場。
1942年4月，它進行它的第一次行動，它加入阿根廷海軍基地的一支部隊，如果鐵必制突入大西洋包圍網，那時候該部隊將會出擊。可惜，提爾比茨幾乎不離開挪威，所以北卡的職位迅速被南達科他接替，使得北卡在1942年中期得以投入太平洋戰場。  同年6月10日，它与胡蜂、长岛以及 9 艘驱逐舰一同通过巴拿马运河。同月15日，又被派遣到以胡蜂為首的第18特遣艦隊 (TF18)，該艦隊還有6艘巡洋艦與9艘驅逐艦，艦隊指揮官為海軍少將利·諾伊斯。到了戰場，北卡被迅速地被投入至亞洲戰場的瓜島戰役以加强盟军部队戰力，為參與東所羅門海戰的航母提供掩護，同時擊落日軍飛機。隔月，它被一枚來自I-19的魚雷擊中，所幸沒有大礙，但需回珍珠港整修。
經過一番修整後，它重返戰場，並持續地（1943-1944）在中太平洋戰區進行掩護航母的工作，這段時間它先後參與所羅門群島戰役、吉爾伯特及馬紹爾群島戰事、馬里亞納群島及帛琉戰事。在 菲律宾战役時接受改装，但它有參與該戰役的后期阶段，并遭遇 颱風科博拉的侵襲。1945年，它前去支援 硫磺岛战役、沖繩島戰役 還有許多對日本本土的攻擊。之後隨著日本投降，它在魔毯行動中班師回到美國本土。
北卡羅萊納號在二戰共獲得15枚戰鬥之星，也是美國海軍在二戰中獲得戰鬥之星最多的戰列艦 。

## 退休與保存

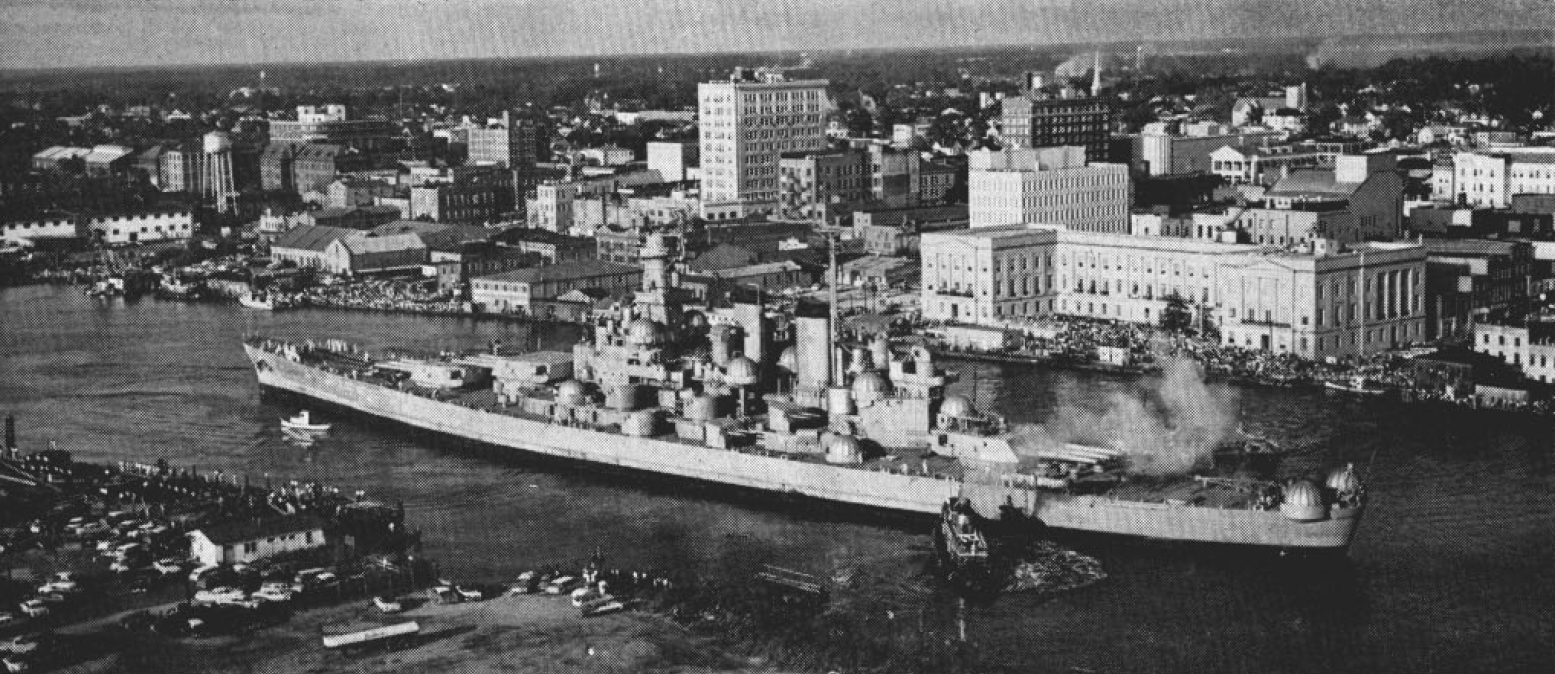
前往威明顿的北卡

北卡于 1946 年在美国东海岸短暂徘徊，在隔年(1947年)便被退役後進入待機状态。这艘船于1960年除籍，除非民間積攢夠錢，不然它將進入拆解廠。最後在1961年，由於民間組織籌募足夠經費，所以海軍信守承諾將北卡羅萊納號捐贈到北卡羅來納州威爾明頓作為博物館艦，並於1962 年开幕。1982年11月10日，北卡羅萊納號獲評為美國國家歷史地標。
由於成為博物館，北卡的维護與保養的工程是一项必要的工作。1998年，它的博物館經營人發起“船形行动”（Operation Ship Shape），目的是要透過募款來增加它的維護經費，主要是用來維護它的甲板，將用新的缅甸柚木取代原本舊的柚木甲板。此外，這項經費還用於修理船身，因為該船身在2000年代初已經嚴重惡化，像是船體板的厚度從原來的約15.9毫米以上減少到約3.8毫米。
錢募齊後，博物館人員開始它的維修工程。原定要直接將北卡帶至旱塢進行維修的，但在考慮到將船移到旱塢進行工作的價格後，維護人員決定換個方式，他們使用曾用於幫阿拉巴馬維護的方式--在船體周圍豎起一個圍堰，並將其抽乾，這樣也有在乾塢維修的效果，但能省拖移的成本。此外，因為成本有省下來，它還獲得一次被油漆粉刷的機會，這樣能更好地保護它的船身免受惡劣天氣的影響。2018年，在SECU的金援下，北卡的身旁多了一條走道，好參觀者能360度觀賞它的模樣，人行道的位置在當時的維修所需的圍堰頂部。最後在2021年7月19日，長達23年的北卡羅來納維護工程才正式宣告完工，並在當天進行“再下水”，前前後後耗資至少1600萬美金。現已重新開放參觀，但偶爾會因寒冷天氣而閉館。

## 後世登場
2015年，在戰艦世界作為8階科研船登場。
2017年，在碧藍航線的活動登場。